# Cook Brummer
Constant Cornelis (Cook) Brummer (Bussum, 2 februari 1900 – Marrakesh, 5 mei 1988) was een Nederlandse verzetsman en directeur van de geur- en smaakstoffenfabriek Polak & Schwarz in Zaandam tijdens de Tweede Wereldoorlog. Hij speelde een belangrijke rol in het beschermen van joodse medewerkers en verzetsactiviteiten, en wordt in sommige publicaties vergeleken met Oskar Schindler.

## Oorlogsjaren en verzetswerk
In de aanloop naar de arisering van Nederlandse bedrijven werd Brummer, zelf niet-joods, door de leiding van Polak & Schwarz aangesteld als directeur om het voortbestaan van het bedrijf te waarborgen. Door het wegvallen van de export en schaarste aan grondstoffen schakelde het bedrijf over op de productie van surrogaatthee, -koffie en -suiker.
Brummer zette zich actief in om joodse medewerkers te beschermen. Hij zorgde onder meer voor vervalste identiteitsbewijzen en wijzigde functies op papier, zodat personeel als onmisbaar werd aangemerkt en daardoor werd gevrijwaard van deportatie. Ook richtte hij mede een organisatie op die tijdens de Hongerwinter voedsel verspreidde onder onderduikers en anderen in nood.
Daarnaast begon het bedrijf met de productie van sterke drank, die werd ingezet om bezettingsautoriteiten om te kopen of te paaien. Deze onorthodoxe verzettactiek leverde hem de bijnaam de Alcohol-KP op.
Begin 1944 regelde Brummer onderduikadressen voor leden van de families Polak en Schwarz, de oprichters van het bedrijf. Op 6 februari 1945 wist hij een aangekondigde massa-executie te voorkomen die door Willy Lages was bevolen als vergeldingsmaatregel voor een moordaanslag op de collaborerende politieagent Willemse. Tijdens een razzia in Zaandam wist Brummer de situatie te de-escaleren door de Duitse militairen te voorzien van kaas en jenever. In plaats van executie werd uiteindelijk besloten 100 mannen af te voeren naar Duitsland voor dwangarbeid, onder wie 34 gevangenen.
Hoewel Brummers interventie levens redde, liet Lages kort daarna alsnog tien redacteuren van de illegale krant Trouw executeren als vergelding, op 9 februari 1945, in de nabijheid van de eerdere aanslagplekken.
Brummer wist ook te voorkomen dat de families Polak en Schwarz werden gedeporteerd. Na de oorlog droeg hij de leiding van het bedrijf weer over aan de oorspronkelijke eigenaren.

## Persoonlijk leven
Na de oorlog maakte Brummer openlijk zijn homoseksualiteit bekend, destijds nog uitzonderlijk in Nederland. Hij vestigde zich met zijn Zweedse partner in Marrakesh (Marokko), waar hij tot zijn dood in 1988 zou wonen. In 1967 werd hij benoemd tot erelid van het COC.